# Chrześcijańsko-Demokratyczna Partia Serbii
Chrześcijańsko-Demokratyczna Partia Serbii (serb. Demohrišćanska Stranka Srbije / Демохришћанска Странка Србије, DHSS) – serbska partia polityczna o profilu chrześcijańsko-demokratycznym, działająca w latach 1997–2017.

## Historia
DHSS powstała 6 maja 1997. Ugrupowanie przyłączyło się do Demokratycznej Opozycji Serbii, współtworzyła rząd Zorana Đinđicia.
Założycielem i liderem partii do czasu swojej śmierci w 2010 był Vladan Batić, w latach 2001–2004 minister sprawiedliwości, poseł do Zgromadzenia Narodowego. DHSS współpracowała z Partią Liberalno-Demokratyczną, w 2012 weszła do koalicji wyborczej skupionej wokół Partii Demokratycznej – mandat poselski uzyskała córka założyciela ugrupowania Olgica Batić, która stanęła na jego czele. Dwa lata później DHSS wsparła listę wyborczą SNS, a jej przewodnicząca ponownie została wybrana do Skupsztiny.
W 2016 chadecy utracili ponownie reprezentację w parlamencie. W 2017 DHSS zakończyła działalność, przystępując kolektywnie do nowo powołanej monarchistycznej partii POKS.